# Monte Castello (Fanesgruppe)
Der Monte Castello ist ein markanter 2817 m s.l.m. hoher Berg in der Fanesgruppe an der Grenze zwischen der Provinz Südtirol und der Provinz Belluno. Er ist der nördliche Gipfel der Dreiergruppe Monte Castello-Monte Casale-Monte Cavallo. Die Südtiroler Anteile des Bergs sind Teil des Naturparks Fanes-Sennes-Prags.

## Aufstieg
Von der Lavarelahütte oder der Faneshütte Richtung Süden über das Limojoch vorbei am Limosee erreicht man die Große Fanesalm. Weiter südwärts auf dem Weg Nr. 17 der auch Teil des Dolomiten-Höhenweg Nr. 1 ist, geht der Weg zwischen den Furcia Rossa-Spitzen zur linken und den Cime Ciampestrin zur rechten durch das Valun Blanch weiter bis zum Friedensbiwak (2758 m s.l.m.), das direkt im Schutze der steilen Felswände des Monte Castello errichtet wurde. Den Gipfel erreicht man nur mithilfe von Kletterausrüstung (Schwierigkeitsgrad II und III).
Alternativ ist der Gipfel auch aus südlicher Richtung über das Val Travenanzes zu erreichen, an dessen Südostseite sich das Massiv der Tofana emporhebt. Zuerst durch das Tal gehend, erreicht man wiederum den Weg Nr. 17, der zur Casalescharte (Forcella Casale oder auch Forcella de Cians) hinauf führt. Von hier aus geht es weiter (entweder über oder etwas unterhalb des Monte Casale) zum Friedensbiwak.